# Miesenbach (Dolna Austria)
Miesenbach – gmina w Austrii, w kraju związkowym Dolna Austria, w powiecie Wiener Neustadt-Land. Według Austriackiego Urzędu Statystycznego liczyła 691 mieszkańców (1 stycznia 2014).